# Карташевські (нащадки Захарія Карташевського)
Карташевські (пол. Kartaszewski, рос. Карташевские) — козацько-старшинський, а пізніше дворянський рід. 

## Походження
Нащадки Захарія Івановича Карташевського, військового товарища та депутата Комісії нового уложення 1767 р. 
Згідно деяких джерел даний рід міг бути спорідненим з іншими малоросійськими Карташевськими та слобожанськими Кардашевськими.

## Опис герба
В овальному щиті стенчатая піраміда, увінчана імператорською короною. Написи: угорі — «Блаженство кожного і всіх» (рос. Блаженство каждого и всех), знизу — «1766 року грудня 14.» (рос. 1766 года Декабря 14) (Знак депутатів Комісії для твори проекту нового Уложення, який згідно маніфесту Катерини II від 14 грудня 1766 р депутати могли поміщати на свої герби).